# Miquel dels Sants Gros i Pujol
Miquel dels Sants Gros i Pujol (Vic, Osona, 23 de gener de 1933 - Vic, 2 de maig de 2024) va ser un liturgista i historiador català, conservador del Museu Episcopal (1978-2002) i director de l'Arxiu i Biblioteca Episcopals de Vic de 1978.
Després dels estudis inicials al Col·legi Sant Miquel dels Sants entrà el Seminari de Vic. Acabats aquests estudis i ordenat de prevere (1956), amplià la seva formació a l'Institut Catholique de Paris, on s'especialitzà en història del culte cristià i obtingué el grau de doctor en Litúrgia (Magister sacrae liturgiae) amb la tesi L'ordo catalano-narbonès per a la consagració d'esglésies (1965).

## Activitat professional i recerca
Va exercir com a vicerector i docent al Seminari Diocesà de Vic (1966-1977), professor de la Facultat de Teologia de Catalunya (1970-2005), i professor de l'Institut Superior de Litúrgia de Barcelona (1986-2003). Succeí Eduard Junyent com a director del Museu Episcopal de Vic (1978-2002) i de l'Arxiu Episcopal.
La seva recerca es va centrar en la història de les litúrgies occidentals (nord-italianes, gal·licanes, nord-africanes, hispàniques), i molt particularment en l'estudi i edició de textos litúrgics de la litúrgia catalanonarbonesa, l'anàlisi del mobiliari litúrgic de l'edat mitjana occidental, i l'arqueologia de conjunts litúrgics tardoantics i medievals. També va investigar i publicar documentació medieval eclesiàstica de Catalunya. Juntament amb Ramon Ordeig, va impulsar la publicació d'una important sèrie de catàlegs del Museu Episcopal, i va dirigir l'edició del Diplomatari de la catedral de Vic, compilat pel seu antecessor, Eduard Junyent, i la revista Studia Vicensia.
Va ser membre corresponent de diverses societats científiques, com ara la Reial Acadèmia de Bones Lletres de Barcelona o la Reial Acadèmia Catalana de Belles Arts de Sant Jordi de Barcelona, i membre fundador de la Societat Catalana d'Estudis Litúrgics (filial de l'Institut d'Estudis Catalans).

## Publicacions destacades
- Museu Episcopal de Vic. Romànic (1991)
- Els tropers prosers de la catedral de Vic. Estudi i edició (1999)
- «Cinquanta anys d'investigació históricolitúrgica». Ausa, 148-149, 2002, pàg. 369-384.
- La Biblioteca Episcopal de Vic. Un patrimoni bibliogràfic d'onze segles (2006)
- Liber troporum atque prosarum Ecclesiae Vicensis (2016)
- Estudis de litúrgia i patrística (segles ii-ix) (2018)